# Philippe Pinel

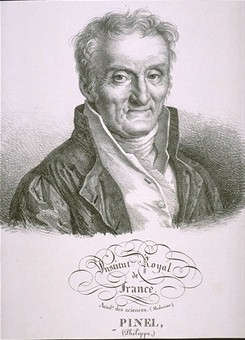
Philippe Pinel

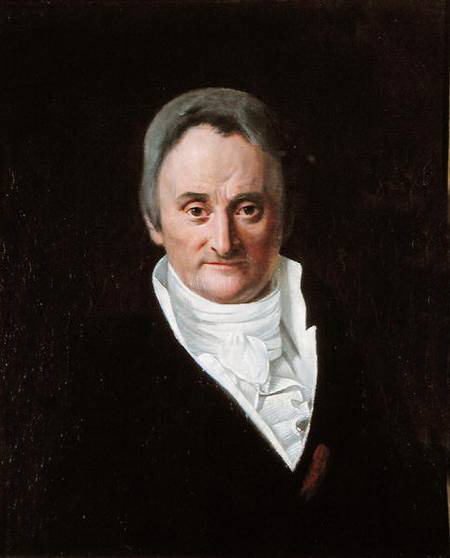
...

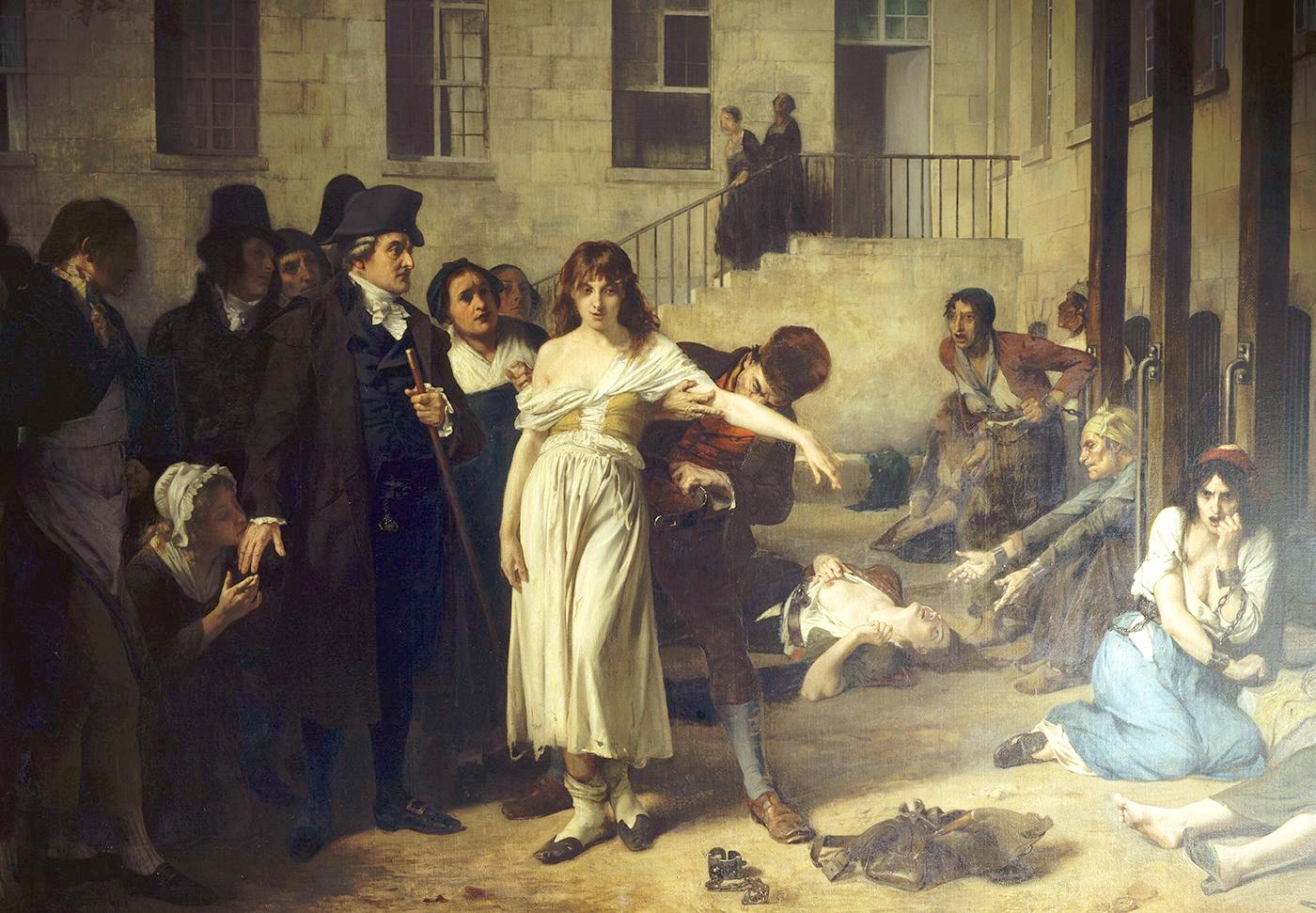
...

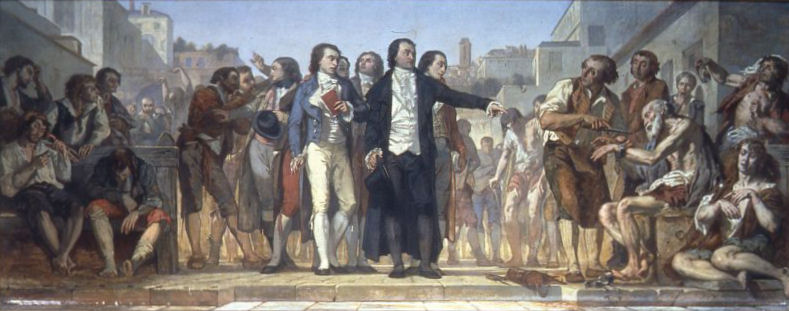
...

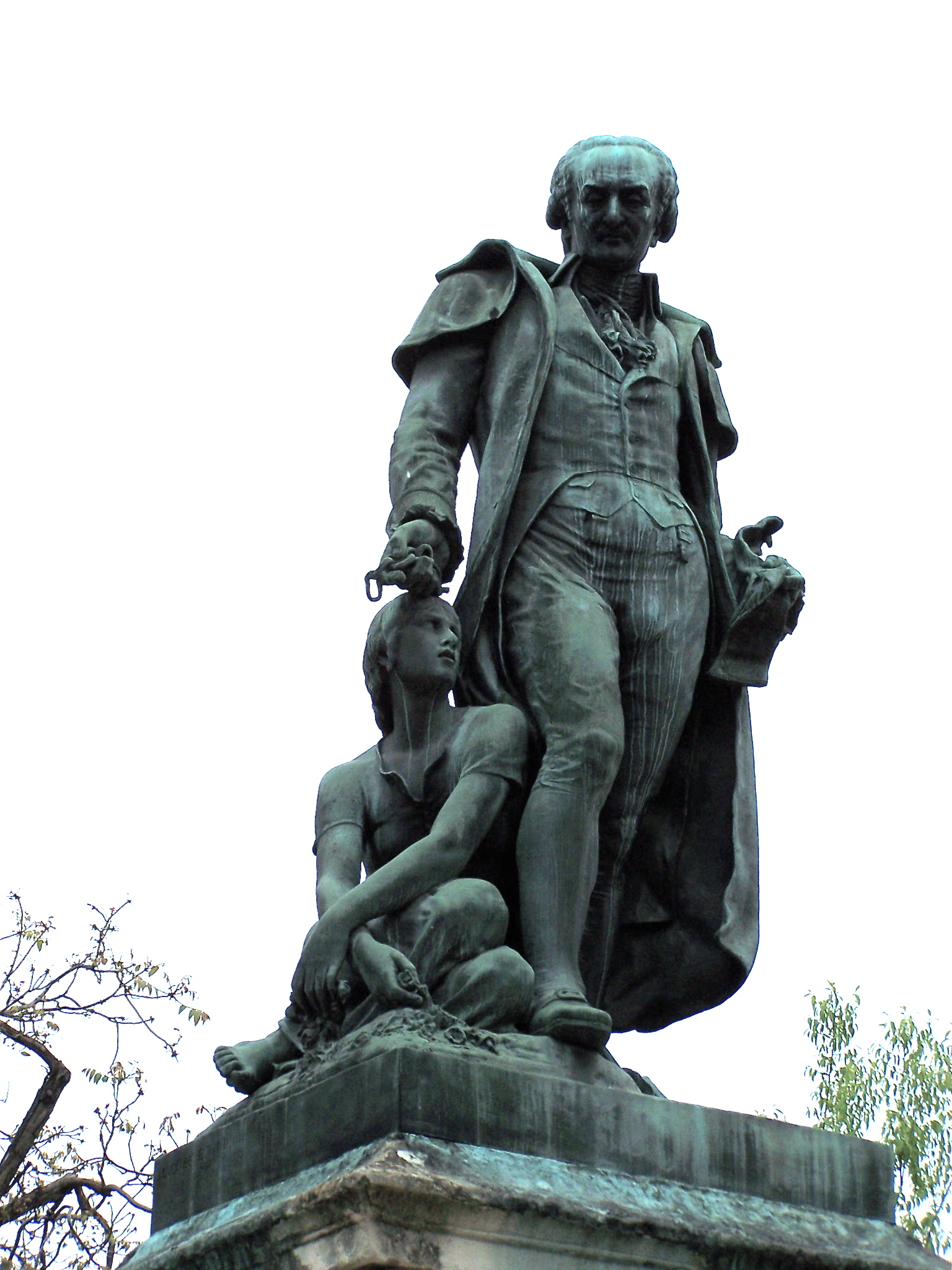
..

Philippe Pinel (Saint-Paul-Cap-de-Joux in de Tarn, 20 april 1745 – Parijs, 25 oktober 1826) wordt beschouwd als de vader van de moderne psychiatrie.

## Studententijd en jeugd
Pinel werd geboren in het Franse Saint-André in het district Tarn als zoon en neef van artsen. Nadat hij aan de faculteit medicijnen in Toulouse een eerste graad haalde, studeerde hij vier jaar aan de geneeskundefaculteit in Montpellier. In 1778 verhuisde hij naar Parijs. Hij leefde vijftien jaar als schrijver, vertaler en redacteur omdat het ancien régime hem weerhield om arts te zijn: de Parijse faculteit erkende geen diploma’s van provinciale universiteiten zoals die van Toulouse. Hij faalde twee keer in een competitie die de noodzakelijke fondsen opleverde voor zijn studie. In de tweede competitie benadrukte de jury zijn pijnlijke middelmatigheid van de medische kennis, een (politieke?) beoordeling die moeilijk te verenigen is met zijn latere intellectuele prestaties. Teleurgesteld overwoog Pinel te emigreren naar Amerika. In 1784 werd hij redacteur bij het weinig prestigieuze weekblad Gazette de santé.

## Behandeling als instrument
Rond deze tijd raakte hij geïnteresseerd in de studie van geestesziekten. De aanleiding was persoonlijk. Een vriend met aanvankelijk een ‘nerveuze melancholie’ werd manisch en pleegde zelfmoord. Pinel beschouwde dit als een onnodige tragedie door een verkeerde behandeling en het geval bleef hem naar het schijnt achtervolgen. Het leidde ertoe dat hij werk zocht in een van de best bekende private sanatoria voor de behandeling van geestesziekten in Parijs. Hij bleef daar vijf jaar tot de Franse Revolutie, en verzamelde er observaties van krankzinnigheid. Zijn ideeën over de aard en behandeling van geestelijke aandoeningen ontwikkelde hij hier. Pinel toonde zich een leerling van abbé de Condillac. Hij geloofde dat medische waarheid kon worden afgeleid uit klinische ervaring. De oude Griek Hippocrates was zijn voorbeeld.

## Revolutie
In de jaren 80 van de achttiende eeuw bezocht Pinel de salon van Madame Helvétius op uitnodiging. Hij stond sympathiek tegenover de Franse Revolutie en nadien kwamen de vrienden die hij bij madame Helvétius ontmoette aan de macht. In augustus 1793 werd Pinel benoemd tot "arts van het gasthuis" in het Bicêtre gasthuis met vierduizend opgesloten mannen met een diverse achtergrond: criminelen, lichte gevallen, syfilislijders, gepensioneerden en geesteszieken. Pinels bazen hoopten dat de benoeming zou leiden tot therapeutische initiatieven. Zijn ervaringen in de private sanatoria maakten hem een kandidaat voor deze baan.	
Vlak na zijn benoeming trokken de 200 geestelijk zieken in de zevende vleugel Pinels aandacht. Hij vroeg naar hun dossiers. Een paar dagen later ontving hij een overzicht met aantekeningen van de "gouverneur" Jean-Baptiste Pussin (1745-1811). Rond 1770 was Pussin in Bicêtre succesvol behandeld voor scrofulose . Later werd hij samen met zijn vrouw Marguerite Jubline opgenomen in de staf van het gasthuis.
Pinel waardeerde Pussins talent en volgde hem als een leerling in diens ongeschoolde maar ervaren behandeling van de zieken. Zijn doel was de medische theorie met betrekking tot de behandeling van geestelijk zieken te verrijken met alle inzichten die de empirische praktijk te bieden had. Wat hij beoogde was een strikt niet-fysieke, niet-medische behandeling van mentale patiënten die bekend zou worden onder de naam morele (dat wil zeggen psychologische) behandeling.
Hoewel Pinel Pussin altijd waardeerde, ontstond de legende waarin Pinel in zijn eentje de zieken bevrijdde van hun ketenen. De legende is vastgelegd in schilderijen en tekeningen. In werkelijkheid stond Pinel ketenen oogluikend toe wanneer andere middelen faalden. Het was Pussin die in Bicêtre (in 1797) de ijzeren handboeien verving door dwangbuizen in stof, nadat Pinel vertrok naar het Salpêtrière. Pinel volgde Pussins voorbeeld drie jaar later, nadat hij Pussin naar het Salpêtrière haalde. Bovendien wordt inmiddels erkend dat de Italiaan Vincenzo Chiarugi al voor Pinel geesteszieken van hun ketenen verloste.
Tijdens zijn periode in het Bicêtre maakte Pinel een einde aan het aderlaten, purgeren en blaartrekken. Hij ruilde de methoden in voor therapie die contact en observatie van patiënten centraal stelt. Pinel bezocht elke patiënt, vaak meerdere keren per dag en maakte zorgvuldig aantekeningen. Hij probeerde gesprekken met zijn patiënten te voeren en streefde ernaar gedetailleerde casussen te verzamelen van het ziekteverloop. In zijn boek Traité médico-philosophique sur l'aleniation mentale; ou la manie, uit 1801, beargumenteert hij zijn psychologisch georiënteerde benadering. Het boek werd vertaald in het Engels door D. D. Davis als een Treatise on Insanity in 1806. Het had een enorme invloed of zowel Franse als Engels-Amerikaanse psychiaters in de negentiende eeuw.

## Hoofdarts in la Salpêtrière
In 1795 werd hij hoofdarts in het Hôpital de la Salpêtrière, een baan voor de rest van zijn leven. Salpêtrière leek op een dorp: zevenduizend oudere noodlijdende vrouwen en een vastgeroeste bureaucratie. Pinel richtte er in 1799 een vaccinatiekliniek op. In 1800 werden er de eerste vaccinaties van Parijs gegeven. Pinel miste Pussin, en haalde hem in 1802 naar het Salpêtrière.
In 1795 werd hij benoemd tot professor medische pathologie, een functie die hij twintig jaar uitoefende. In 1822 werd hij kort van zijn functie ontheven, samen met tien andere professoren. Zij werden verdacht van liberale politieke ideeën. Kort daarop werd Pinel gerehabiliteerd als professor.
In 1798 publiceerde Pinel een gezagvolle ziekteclassificatie Nosographie philosophique ou méthode de l'analyse appliquée à la médecine. Achteraf bevestigde dit boek Pinels status als laatste nosologist van de achttiende eeuw. Tegenwoordig is de term nosologie gedateerd maar destijds was het zo populair dat tussen 1798 en 1818 zes edities van het boek verschenen.
In 1802 publiceerde Pinel het boek La Médecine Clinique, gebaseerd op zijn ervaringen in het Salpêtrière ziekenhuis. Dit boek vormt een uitbreiding van zijn vorige boek over classificatie van ziekten.
Pinel werd in 1804 verkozen tot lid van de Franse Académie des Sciences en was vanaf de oprichting in 1820 lid van de Académie de Médecine.

## Overlijden en herinnering
Hij overleed in 1826 op 81-jarige leeftijd. Voor het Salpêtrière staat Pinels standbeeld. Foucault benoemde Pinel in zijn "Geschiedenis van de waanzin" samen met Samuel Tuke (1784-1857) de drijvende kracht achter de beweging van fysieke naar geestelijke onderdrukking.

## Verwijzingen